# Centro Internacional de Ferias y Congresos de Tenerife
O Centro Internacional de Ferias y Congresos de Tenerife inaugurado em maio de 1996 e abrange mais de 40 mil metros quadrados, localizado na cidade de Santa Cruz de Tenerife (Espanha).
O complexo foi projetado pelo arquiteto Santiago Calatrava é configurado como um edifício que possa acomodar grandes feiras, exposições e conferências realizadas na ilha de Tenerife. O salão no andar de cima, tinha um total de 12.000 metros quadrados, tornando-o o maior espaço coberto nas Ilhas Canárias. O edifício é usado principalmente para grandes shows do Carnaval de Santa Cruz de Tenerife.